# Rubus odoratus
Rubus odoratus L., 1753 è una pianta appartenente alla famiglia delle Rosaceae diffusa in Nord America.

## Descrizione
La pianta è perenne e decidua. Tende ad emettere polloni dalla radice allargandosi nei suoli umidi leggeri e ben drenati senza particolari necessità; può raggiungere i 2,5 metri sia di altezza che di larghezza.
La pianta presenta alcune caratteristiche peculiari. Le sue foglie ricordano quelle dell'acero sia nella forma che nella tendenza alla variazione di colore che vira al giallo, prima della caduta a terra a fine autunno, essendo questo un genere deciduo. Questo rovo esibisce una copiosa e vistosa fioritura per tutta la stagione calda, iniziando poco prima dell'estate e terminando poco dopo. I suoi fiori ricordano molto le rose selvatiche con cinque petali disposti a stella, come le Canine, ma con dimensioni aumentate e di un colore più sgargiante che è maggiormente tipico delle Damascene; a fine autunno produce i frutti, definibili come lamponi muschiati (odoratus) per distinguerli dai frutti del più diffuso Rubus idaeus. Questo rovo è sprovvisto di spine e presenta del muschio sui boccioli e in piccola parte sugli stemmi.
Da qui il nome odoratus, in quanto queste pelurie mucose avrebbero una qualche fragranza percepibile se sfregate.

## Distribuzione e habitat
La specie è diffusa sul versante orientale di Canada e Stati Uniti.
Resiste a gelate fino a -30 gradi senza riportare danni irreparabili.